# Estat de Guerrero
Guerrero és un dels 31 estats de Mèxic. Limita a l'est amb Michoacán, al nord amb l'estat de Mèxic, estat de Morelos i l'estat de Puebla, a l'est amb l'estat d'Oaxaca i al sud amb l'oceà Pacífic. La capital de l'estat és Chilpancingo (Ciudad Bravo). Altres ciutats importants són: Acapulco, Iguala (on es va fer la bandera de Mèxic) i Taxco, un centre de producció de plata. L'estat és una destinació turística molt important. Hi ha tres àrees de turisme conegudes com el Triángulo del Sol (Triangle del Sol): integrat per Taxco, una ciutat colonial coneguda per la seva producció de plata, Acapulco i Ixtapa. Ixtapa va ser creada com a destinació turística la dècada dels vuitanta durant la desacceleració econòmica del país.